# Nemastomella dubia
Espèce
Synonymes
- Nemastoma dubium Mello-Leitão, 1936
- Nemastomella integripe Mello-Leitão, 1936
- Nemastoma franzi Kraus, 1959

Nemastomella dubia est une espèce d'opilions dyspnois de la famille des Nemastomatidae.

## Distribution
Cette espèce se rencontre en Espagne en Catalogne et en France en Occitanie dans les Pyrénées-Orientales et en Ariège.

## Description

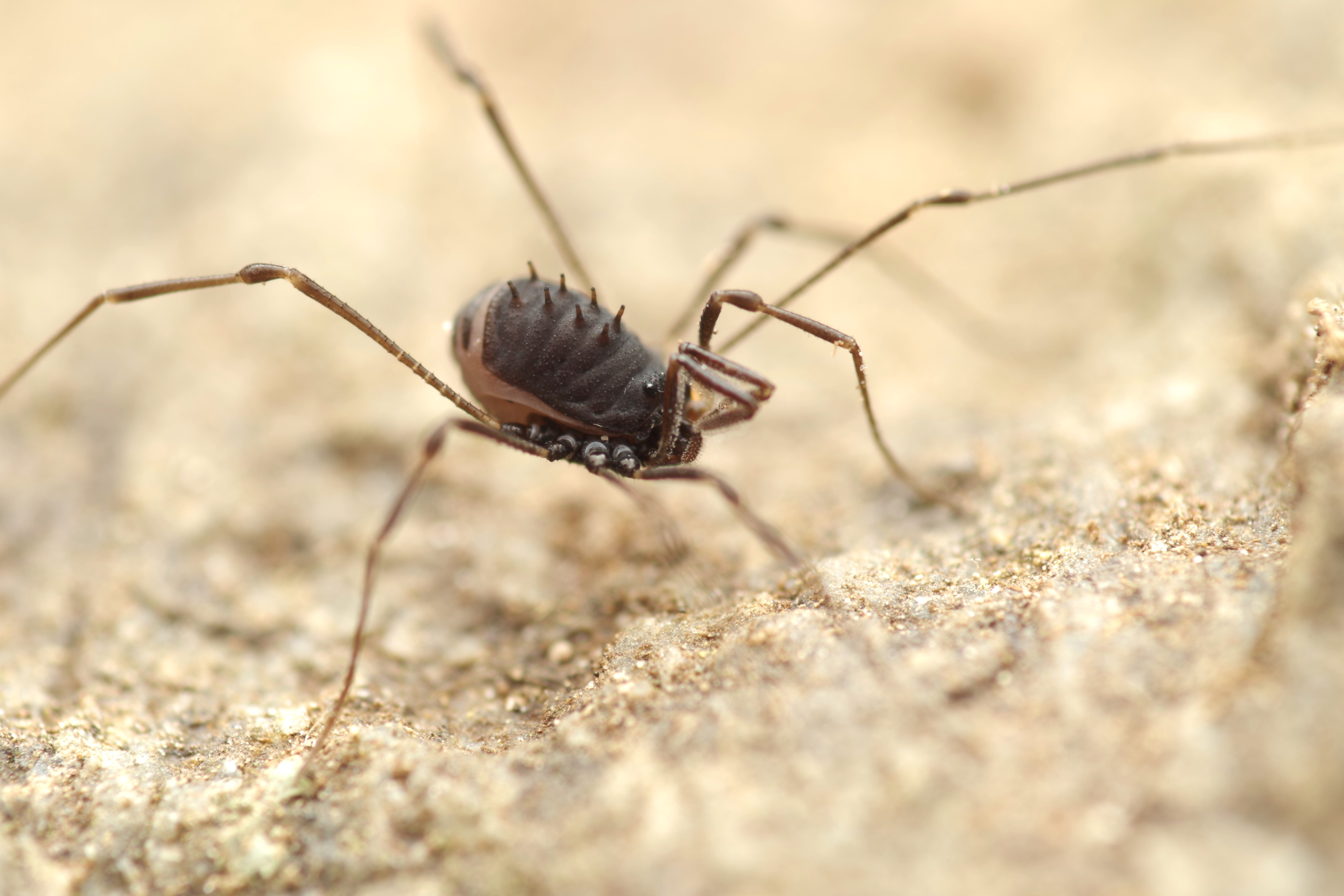
Nemastomella dubia

Le mâle syntype mesure 1,6 mm et la femelle syntype 2 mm.

## Systématique et taxinomie
Cette espèce a été décrite sous le protonyme Nemastoma dubium par Mello-Leitão en 1936. Elle est placée dans le genre Nemastomella par Staręga en 1987.
Nemastomella integripe a été placée en synonymie par Staręga en 1987.
Nemastoma franzi a été placée en synonymie par Kraus en 1961.

## Publication originale
- Mello-Leitão, 1936 : « Les Opilions de Catalogne. » Treballs del Museu de Ciències Naturals de Barcelona, vol. 11, p. 3–18.